# レーシー

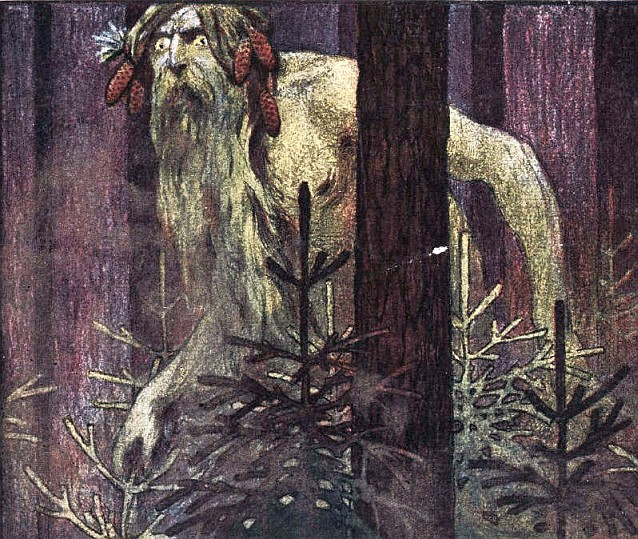

レーシー（ロシア語: ле́ший [ˈlʲeʂɨj]、ウクライナ語: лісовик）は、スラヴ神話に伝えられる、世界各地の森に住んでいる精霊の一種である。
人間にとって有害なものから、ささいなイタズラをするだけの者など様々である。
真っ白な頭髪と長い髭を持ち、足まで届く頭髪と髭で体が隠れている。
森の中では樹木と同じように大きくなり、森の外では木の葉に隠れられるほど小さくなるともいわれる。
深く生い茂った森の中を歩いているとき、誰かの視線を感じたり後をつけられている感じがすれば、それがレーシーである可能性がある。
姿を見ようとして振り向いても彼らの方が素早いので姿を見ることはできない。
森に入って来た旅人の方向感覚を狂わせ森の奥へ誘い込もうとすることがあるが、靴を左右逆に履いて服も後ろ前に着ればレーシーは混乱し、彼らの魔法は簡単に解けてしまう。